# Arrondissement de Cayenne
L'arrondissement de Cayenne est une division administrative française située dans la collectivité territoriale de Guyane.

## Composition

### Cantons
Jusqu'à la mise en place de la collectivité territoriale unique en Guyane, le 1er janvier 2016, l'arrondissement comportait seize cantons :
- canton d'Approuague-Kaw (chef-lieu : Régina) ;
- canton de Cayenne-nord-ouest ;
- canton de Cayenne-nord-est ;
- canton de Cayenne-sud-ouest ;
- canton de Cayenne-centre ;
- canton de Cayenne-sud ;
- canton de Cayenne-sud-est ;
- canton d'Iracoubo ;
- canton de Kourou ;
- canton de Macouria ;
- canton de Matoury ;
- canton de Montsinéry-Tonnegrande ;
- canton de Remire-Montjoly ;
- canton de Roura ;
- canton de Saint-Georges-de-l'Oyapock ;
- canton de Sinnamary.

### Découpage communal depuis 2015
Depuis 2015, le nombre de communes des arrondissements varie chaque année soit du fait du redécoupage cantonal de 2014 qui a conduit à l'ajustement de périmètres de certains arrondissements, soit à la suite de la création de communes nouvelles. Le nombre de communes de l'arrondissement de Cayenne reste quant à lui de 14 entre 2015 et 2022. 
La création de l'arrondissement de Saint-Georges par le décret du 26 octobre 2022 réduit le territoire de l'arrondissement de Cayenne en lui ôtant les communes de Saint-Georges, Camopi, Ouanary et Régina. Le nombre de communes passant de 14 à 8.
Au 1er janvier 2024, l'arrondissement groupe 10 communes.

## Démographie
En 2022, l'arrondissement comptait 181 303 habitants.
| 1968   | 1975   | 1982   | 1990   | 1999    | 2006    | 2011    | 2016    | 2021    |
| ------ | ------ | ------ | ------ | ------- | ------- | ------- | ------- | ------- |
| 36 270 | 45 892 | 61 587 | 88 689 | 119 660 | 147 817 | 158 700 | 176 357 | 180 493 |

| 2022    | - | - | - | - | - | - | - | - |
| ------- | - | - | - | - | - | - | - | - |
| 181 303 | - | - | - | - | - | - | - | - |